# 3159 Prokofʹev
3159 Prokofʹev (1976 US2) là một tiểu hành tinh vành đai chính được phát hiện ngày 16 tháng 10 năm 1976 bởi T. Smirnova ở Nauchnyj.